# Карл Мартин фон Щолберг
Карл Мартин фон Щолберг-Росла (на немски: Karl Martin zu Stolberg-Rossla; * 1 август 1822, Ортенберг; † 23 януари 1870, ловната къща Швидершвенде) от фамилията Щолбер е граф на Щолберг-Росла (1846 – 1870).

## Биография
Той е син на граф Август фон Щолберг-Росла (1768 – 1846) и съпругата му графиня Каролина Августа Луиза Хенриета Амалия фон Ербах-Шьонберг (1785 – 1848), дъщеря на граф Карл Евгений фон Ербах-Шьонберг-Бройберг (1732 – 1816) и Мария Непомуцена Задубски фон Шонтал (1757 – 1787).
Карл Мартин фон Щолберг-Росла умира на 23 януари 1870 г. в ловната къща Швидершвенде. Най-големият му син Бото Август Карл става на 22 март 1893 г. първият княз на Щолберг-Росла.

## Фамилия
Карл Мартин фон Щолберг-Росла се жени на 1 март 1849 г. в Асенхайм за Берта фон Золмс-Рьоделхайм-Асенхайм (* 27 декември 1824; † 14 ноември 1898), дъщеря на граф Карл Фридрих Лудвиг Кристиан Фердинанд фон Золмс-Рьоделхайм-Асенхайм (1790 – 1844) и графиня Луиза Амалия фон Ербах-Шьонберг (1795 – 1875). Те имат шест деца:
- Бото Август Карл (* 12 юли 1850; † 8 ноември 1893), от 22 март 1893 г. 1. княз на Щолберг-Росла, женен I. на 20 май 1879 г. в Блумберг за графиня Мария фон Арним (* 23 март 1859; † 12 март 1880), II. на 27 септември 1883 г. в Бюдинген за принцеса Хедвиг фон Изенбург-Бюдинген-Бюдинген (* 1 ноември 1863; † 1 юли 1925)
- Ото (* 17 август 1854; † 30 август 1906)
- Фолрат Бото (* 28 април 1856; † 12 април 1897)
- Карл Бото (* 30 юли 1857; † 8 март 1888)
- Агнес (* 16 август 1859; † 10 август 1918)
- Куно (Бото) (* 11 май 1862; † 13 юли 1921), женен на 31 август 1902 г. в Росла за принцеса Хедвиг фон Изенбург-Бюдинген-Бюдинген (* 1 ноември 1863; † 1 юли 1925) (вдовицата на брат му Бото)